# Народний вчитель Російської Федерації
«Наро́дний вчи́тель Россі́йской Федера́ції» — вище почесне звання Російської Федерації за видатні заслуги в галузі педагогіки. Входить в державну нагородну систему Російської Федерації.

## Підстави для присвоєння
Почесне звання «Народний вчитель Російської Федерації» присвоюється вчителям, викладачам та іншим працівникам освітніх установ, які внесли видатний внесок у розвиток вітчизняної освіти, його популяризацію, учні яких домоглися високих результатів у науковій, громадській та виробничій сферах.
Почесне звання «Народний вчитель Російської Федерації» присвоюється, як правило, не раніше ніж через 10 років після присвоєння почесного звання «Заслужений вчитель Російської Федерації» або «Заслужений працівник вищої школи Російської Федерації».

## Порядок присвоєння
Президент Російської Федерації видає указ про присвоєння почесного звання «Народний вчитель Російської Федерації» один раз на рік напередодні святкування Дня вчителя (перша неділя жовтня).

## Історія звання
Почесне звання «Народний вчитель Російської Федерації» встановлено Указом Президента Російської Федерації від 2 березня 2000 року № 463 "Про внесення доповнення до указу Президента Російської Федерації від 30 грудня 1995 р. № 1341 " Про встановлення почесних звань Російської Федерації, затвердження положень про почесні звання та опису нагрудного знака до почесних звань Російської Федерації "". Тим же указом затверджено початкове Положення про почесне звання, в якому говорилося:
Почесне звання «Народний вчитель Російської Федерації» присвоюється не раніше ніж через п'ять років після присвоєння почесного звання «Заслужений учитель Російської Федерації» вчителям, викладачам, вихователям та іншим працівникам закладів освіти, які внесли видатний внесок у вітчизняну освіту та отримали широке громадське визнання.
В теперішньому вигляді Положення про почесне звання затверджено Указом Президента Російської Федерації від 7 вересня 2010 року № 1099 «Про заходи щодо вдосконалення державної нагородної системи Російської Федерації».

## Нагрудний знак
Нагрудний знак має єдину для почесних звань Російської Федерації форму та виготовляється зі срібла висотою 40 мм і шириною 30 мм він має форму овального вінка, утвореного лавровою та дубової гілками. Перехрещені внизу кінці гілок перев'язані бантом. На верхній частині вінка розташовується Державний герб Російської Федерації. На лицьовій стороні, в центральній частині, на вінок накладено картуш з написом — найменуванням почесного звання.
На зворотному боці є шпилька для прикріплення нагрудного знака до одягу. Нагрудний знак носиться на правій стороні грудей.
Нагрудні знаки почесного звання «Народний вчитель Російської Федерації», що видаються після 7 вересня 2010 року, позолочені.